# Wielki Cmentarz (Wrocław)
Wielki Cmentarz (niem. Großer Friedhof, Elisabethfriedhof, Magdalenenfriedhof) – luterański cmentarz, który znajdował się we Wrocławiu, w kwartale dzisiejszych ulic: Legnickiej, Braniborskiej, Dobrej i Trzemeskiej. Cmentarz był nekropolią zasłużonych i prominentnych wrocławian XVIII i XIX w. Zniszczony podczas II wojny światowej, ostatecznie zlikwidowany w 1957 roku.

## Historia
Cmentarz założono na Przedmieściu Mikołajskim, na terenie należącym wcześniej do klasztoru urszulanek, zwanym Kantoreigarten Przygotowanie terenu pod pochówki rozpoczęło się w grudniu 1776 r., a wkrótce potem, w 1777 cmentarz został poświęcony przez Christiana Ludwiga Müllera, przedstawiciela Śląskiego Konsystorza Ewangelickiego. Z tego okresu pochodziła barokowa kaplica cmentarna, której budowa kosztowała 17 tysięcy talarów (3192 talary wyłożył król Fryderyk Wilhelm II).
Chowano tu przede wszystkim osoby zaliczane do elity miasta, przy czym wschodnią część cmentarza przeznaczono dla zmarłych z parafii ewangelickiej św. Marii Magdaleny, zachodnią dla parafii św. Elżbiety, a południową dla parafii św. Bernardyna.
Cmentarz użytkowany był do roku 1867, kiedy rozwijającemu się coraz szybciej miastu zaczęło brakować miejsc do pochówków i konieczne stało się uruchomienie nowych cmentarzy w innych miejscach miasta. Po roku 1867 teren przejęły w użytkowanie parafie św. Marii Magdaleny i św. Elżbiety.
Zniszczony w 1945 roku podczas oblężenia Festung Breslau Wielki Cmentarz zachował jeszcze po wojnie częściowo swój charakter, ale zlikwidowano go ostatecznie wraz z nagrobkami i zabytkową kaplicą w 1957 roku.

## Pochowani
Wśród znanych obywateli pochowanych na cmentarzu byli:
- Carl Daniel Friedrich Bach (1756–1829) – pierwszy dyrektor wrocławskiej Królewskiej Szkoły Sztuki, Budownictwa i Rzemiosła (Königliche Kunst- Bau- und Handwerkschule).
- Heinrich Philipp Bessalie (1800–1856) – królewski budowniczy instrumentów[6].
- Ernst Chladni – fizyk i geolog, badacz meteorytów[4].
- August Hahn (1792–1862) – rektor Uniwersytetu Wrocławskiego.
- Gottlieb Karl Lange (1780–1842) – nadburmistrz Wrocławia w latach 1838–1842.
- Carl Gotthard Langhans (1732–1808) – architekt, jego dziełem jest m.in. Brama Brandenburska.
- Friedrich Lewald(inne języki) (1794–1858) – ekonomista, współpracownik pruskiego Ministerstwa Finansów.
- Gottfried Linke (1792–1867) – przedsiębiorca, twórca wielkiej fabryki wagonów Linke-Hoffman-Werke
- Gottlieb Donatus Menzel (1770–1842) – nadburmistrz Wrocławia w latach 1833–1838.
- Ernst Resch (1807–1864) – wrocławski malarz portrecista.
- Johann Gotfried Selenke (1715–1787) – kupiec i fundator przytułku dla zubożałych kupców.
- Friedrich Adolph Voigt (1807–1861) – redaktor „Schlesische Zeitung”.
- Traugott Wilhelm Gustav Benedict (1785–1862) – profesor medycyny, założyciel Kliniki Chirurgicznej we Wrocławiu.

Grobowce rodzinne, m.in.:
- Eichbornowie – rodzina bankierska, właściciele banku Eichborn & Co.
- Kornowie – wrocławska rodzina księgarzy i wydawców.